# Synagoga Chłodna w Mohylewie
Synagoga Chłodna w Mohylewie (jid. Di Kalterszul in Mogilev) – drewniana synagoga znajdująca się w Mohylewie przy ul. Wielkiej Mieszczańskiej (obecnie Grażadanskaja). Powstała ok. 1680 roku. Jej wizerunek zachował się na starych pocztówkach Mohylewa i na rysunkach Nikołaja Geddy. Obok synagogi mieścił się cheder. Wnętrze było niemal w całości pokryte wspaniałymi polichromiami, wykonanymi w 1745 r. przez malarza ze Słucka Chaima ben Icchaka ha-Lewiego Segala. Od początku XX w. malowidła te zyskały światowy rozgłos w kręgach artystycznych. Zdecydowało to w 1918 o objęciu synagogi ochroną prawną przez władze państwowe, pomimo to synagoga została w 1938 zamknięta, a następnie rozebrana przez władze.